# International Council for Competition Climbing
Das International Council for Competition Climbing (ICC) war von 1997 bis 2007 der internationale Dachverband für das Wettkampfklettern innerhalb des Sportkletterns, welches die drei Disziplinen Schwierigkeitsklettern (Synonyme: Lead, Difficulty, On-Sight), Speedklettern und Bouldern beinhaltet. Nebst der Wettkampfausrichtung gehörten auch das Führen internationaler Rankings, das Herausgeben aktualisierter Regelwerke und der Kampf gegen das Doping zu den Aufgaben des Verbandes.
Die Union Internationale des Associations d’Alpinisme (UIAA), welche bis dahin die internationalen Wettkämpfe ausrichtete, beschloss 1997 die Gründung des UIAA-internen Dachverbandes um dem – seit dem Ende der achtziger Jahre zunehmend populären – Wettkampfklettern eine gewisse Unabhängigkeit zu ermöglichen. Die Disziplin Bouldern bekam dabei, im Gegensatz zu den anderen zwei Disziplinen erst 1999, nach einem 1998 durchgeführten einjährigen Testworldcup namens Top Rock Challenge einen eigenen Worldcup. Der ICC gehörten mehr als 45 Landesverbände an. Im Jahre 2006 beschloss die UIAA, dass das Wettkampfklettern einen von ihr völlig unabhängigen Verband bekommen sollte. Mit der Gründung der International Federation of Sport Climbing (IFSC) im Januar 2007 wurde das ICC aufgelöst.